# Prowincja Nan
Nan (taj. น่าน) – jedna z prowincji (changwat) Tajlandii. Sąsiaduje z  prowincjami Uttaradit, Phrae i Phayao oraz Laosem (prowincją Xaignabouli).